# Лабутари
Лабутари́ (фр. Laboutarie, окс. La Botariá) — коммуна во Франции, находится в регионе Юг — Пиренеи. Департамент — Тарн. Входит в состав кантона От-Даду. Округ коммуны — Альби.
Код INSEE коммуны — 81119.

## География

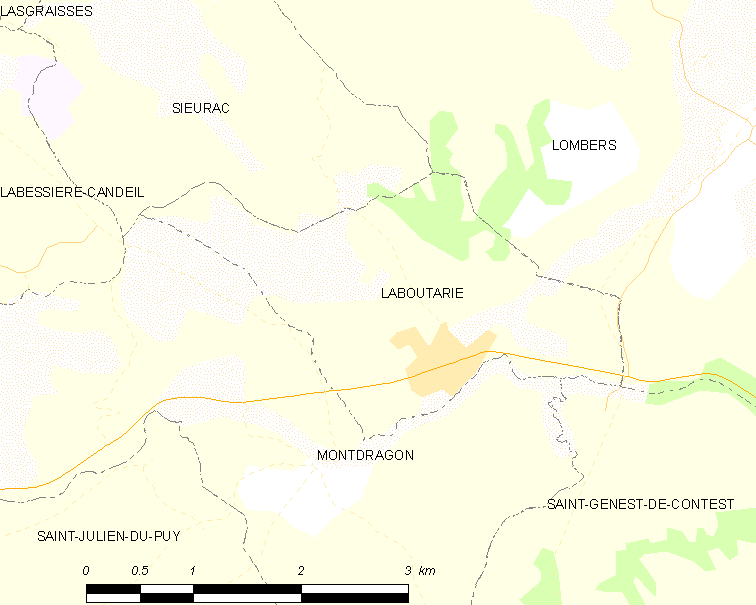
Карта коммуны

Коммуна расположена приблизительно в 570 км к югу от Парижа, в 60 км восточнее Тулузы, в 17 км к югу от Альби.
На юге коммуны протекает река Даду.

## Климат
Климат умеренно-океанический. Зима мягкая и дождливая, лето жаркое с частыми грозами. Ветры довольно редки.

## Население
Население коммуны на 2010 год составляло 449 человек.
| 1962 | 1968 | 1975 | 1982 | 1990 | 1999 | 2010 |
| ---- | ---- | ---- | ---- | ---- | ---- | ---- |
| 270  | 303  | 331  | 429  | 381  | 387  | 449  |

## Экономика
В 2007 году среди 306 человек в трудоспособном возрасте (15—64 лет) 240 были экономически активными, 66 — неактивными (показатель активности — 78,4 %, в 1999 году было 71,8 %). Из 240 активных работали 212 человек (111 мужчин и 101 женщина), безработных было 28 (11 мужчин и 17 женщин). Среди 66 неактивных 21 человек были учениками или студентами, 31 — пенсионерами, 14 были неактивными по другим причинам.